# Ивайло Ненов
Ивайло Ненов е театрален режисьор, роден на 10 февруари 1985 г. в Русе, България.

## Образование
Ивайло Ненов е режисьор в ДТ „Сава Огнянов“, Русе.
Завършва Актьорско майсторство в класа на проф. д-р Атанас Атанасов (2011 г.) и магистратура по „Режисура в сценичните изкуства“ при  проф. Красимир Спасов (2017 г.) в НАТФИЗ „Кръстьо Сарафов“. Изучава театрална режисура и в UNATC, National University of Theatre and Film „I.L. Caragiale“ Букурещ, Румъния.
Още като студент дебютира на сцената на Сатиричен театър „Алеко Константинов“, София, в „Жените в народното събрание“ с режисьор Мариус Куркински. Следват представления на сцените на няколко други столични театъра и период в трупата на ДКТ „Константин Величков“, Пазарджик. През 2013 г. се присъединява към актьорския състав на ДТ „Сава Огнянов“, Русе. Част от  ролите му в този период са - Робинзон в „Без зестра“, Алонсо в „Следобедни игри“, Найден в „Майстори“, Гочоолу в „Господин Ганьо“ и  Малволио в „Дванайсета нощ“.
Режисьорският му дебют е на русенска сцена с представлението „Бурунданга“ от Жорди Галсеран. Междувременно трупа опит като асистент-режисьор на Боян Иванов и Теди Москов. През 2019 г. поставя „Три сватби и едно възкресение“ - своя авторска адаптация по мотиви от „Слуга на двама господари“ на Карло Голдони. По-късно същата година поставя спектакъла „Пет пъти за една нощ“ от Киара Атик, с който открива новата сцена в Сатиричен театър „Алеко Константинов“, София. Следват представления на разнообразни сцени и с различна насоченост от социално значими като “Гара Любов”, който е първият по рода си спектакъл за незрящи, експериментални, образователни, та до силно разпознаваеми комедийни спектакли в свободния сектор и дори мащабни мюзикъли.
Носител на приза за най-добър млад театрален режисьор „Слави Шкаров“, 2019., за спектакъла „Три сватби и едно възкресение“ и на статуетката „Млада надежда“ на националните награди за хумор и сатира „Златен кукерикон“ 2020. Номиниран за награда „Русе“ 2020. През 2023 спектакълът му “Лилиом - легенда за любовта” печели три номинации “Златен Кукерикон” - за режисура, за женска роля и за изгряваща звезда. През 2025 почели 4 награди за  режисура, мъжка и женска роля, както и голямата награда за спектакъл на Фестивала ‘Тодор Колев’ в Шумен с ‘Последният страстен любовник’, а по-рано печели и голямата награда на комедийния фестивал ‘Чудото’ с ‘Неделя сутрин’. 
От 2024 е поканен да преподава режисура в едно от елитните училища в родния му Русе.
През 2023 заедно с маестро Димитър Косев и Христо Раянов създават и заедно водят подкаста ‘3 кила култура’ в ефира на Дарик.

## Театрални постановки
- 2015 - "Колекцията" от Харолд Пинтър - Драматичен театър "Сава Огнянов"
- 2016 – „Бурунданга“ от Жорди Галсеран – Драматичен театър „Сава Огнянов“
- 2019 – „Три Сватби и Едно Възкресение“  – авторски спектакъл по мотиви от „Слуга на двама господари“ на Карло Голдони, сценография Теодор Киряков и Ивайло Николов, композитор - Пламен Мирчев - Мирона – Драматичен театър „Сава Огнянов“[3] (спектакълът носи две награди на режисьора Ивайло Ненов - една от Националния конкурс за млад режисьор “Слави Шкаров” 2019 и “Златен кукерикон” 2020)
- 2019 – „Пет пъти за една нощ“ от Киара Атик, сценография Теодор Киряков, композитор Павел Терзийски – Сатиричен театър „Алеко Константинов“[4]
- 2021 - "Балканска сватба" авторски спектакъл, вдъхновен от "Еснафска сватба" от Б. Брехт, сценограф Теодор Киряков, композитор Пламен Мирчев, хореограф Александър Манджуков - Драматичен театър "Сава Огнянов" (Христо Пъдев е номиниран за мъжка роля за “Златен Кукерикон”)
- 2021 - "ВиЖна" - импровизационен спектакъл, проект на сдружение "StandArt", с подкрепата на НФК, Шизи Импро и Куклен театър - Русе
- 2021 - "Гара Любов" от Ваня Георгиева - театрално преживяване за незрящи и зрящи. Проект на сдружение "StandArt", с подкрепата на НФК, Съюз на слепите в България и ДТ "Сава Огнянов"
- 2021 - "Дунавски вълнения" от Томас Перле, театрален пърформанс, музика - Васил Маринов. Проект на дружество "Елиас Канети", реализирано в дом "Елиас Канети"
- 2022 - “Петък вечер” от Ваня Георгиева в съавторство с Николай Ангелов и акртьорския екип, автор на музиката и изпълнение на живо - Александър Деянов - Skiller, хореография Александър Манджуков. Участват Христо Пъдев, Стоян Дойчев, Павел Иванов и Филип Буков. Продуцирано от Artvent.
- 2022 - "Атомизация" - театрален пърформанс по стихове на Веселин Ханчев и Рашко Стойков, част от финалния спектакъл от лабораторията "Поетите на Стара Загора", с ментори Веселка Кунчева, Мариета Голомехова и Пепи Цанков
- 2022 - “Лилиом” от Ференц Молнар, сценограф Борис Далчев, композитор Пламен Мирчев, хореограф Деница Дончева, ДТ “Сава Огнянов”, Русе (спектакълът има три номинации “Златен Кукерикон” 2023 - режисура, женска роля и изгряваща звезда)
- 2023 - “Неделя сутрин” - авторски спектакъл, текст - Ваня Георгиева, сценограф - Мирела Василева, Live Sound - Александър Деянов - Skiller, хореография Александър Манджуков. Участват: Христо Пъдев, Стоян Дойчев, Павел Иванов, Филип Буков & SkilleR . Продуцент - Artvent (спектакълът печели голямата награда на комедийният фестивал ‘Чудото’ и наградата за мъжка роля за Христо Пъдев)
- 2023 - “Епопея на забравените” - спектакъл по текстове на Иван Вазов, композитор - Пламен Мирчев, сценограф - Евгения Явашева, ДТ “Сава Огнянов”, Русе
- 2024 - “Добре дошли на борда” по Ж. Мартинез - сценография Чавдар Гюзелев, костюми Ванина Цандева, музика Мартин Каров, Сатиричен театър “Алеко Контантинов”
- 2024 - “Духът на поета” от Стефан Цанев - сценография Петя Боюкова, музика Пламен Мирчев - Мирона, участват - Кадри Хабил, Милен Димитров и Борислав Апостолов, ДТ “Сава Огнянов”, Русе
- 2024 - “Тримата мускетари” по Александър Дюма, драматургична версия - Христо Раянов, сценография - Ванина Цандева, хореограф - Александър Манджуков, музика - Васил Маринов и Димитър Косев, ДКТ ‘Васил Друмев”, Шумен (награда на община Шумен за спектакъл)
- 2025 - “Последният страстен любовник” от Нийл Саймън, сценография - Петя Боюкова, ДТ ‘Сава Огнянов’, Русе (носител на ГОЛЯМАТА НАГРАДА за спектакъл на Фестивала ‘Тодор Колев’ , както и наградата за РЕЖИСУРА, наградата за МЪЖКА роля - Кадри Хабил и наградата за ЖЕНСКА роля на Петя Венелинова)
- 2025 - “ЗОРО” - мюзикъл от Стивън Кларк и музиката на Gipsy Kings и Джеймс Камерън, музикален директор - Димитър Косев, сценограф - Петя Боюкова, Хореограф - Наталия Осипова, сценичен бой - Деница Дончева, диригент на хора - Стилияна Димитрова - Хернани, асистент режисьори - Деница Дончева и Димитър Пишев, художествен превод - Ваня Георгиева;  Държавна Опера - Русе
- 2025 - ’Гара Любов’ - театрално преживяване за незрящи и зрящи, текст Ваня Георгиева, многоканален саундтрак - Пламен Мирчев - Мирона, саунд-дизайн - Васил Маринов, Куклен театър - Русе с подкрепата на ‘Съюз на Слепите в България’ и сдружение ‘СтендАрт’

## Театрални роли
- Малволио в „Дванайсета нощ“ от Уилям Шекспир, реж. Петър Денчев
- Робинзон в „Без зестра“ от Александър Островски, реж. Маргарита Мачева
- Драгалевски в „Двубой“ от Иван Вазов, реж. Йосиф Сърчеджиев
- Гочоолу в „Господин Ганьо“ от Георги Данаилов, реж. Пламен Панев, ДТ „Сава Огнянов“, Русе
- Алонсо в „Следобедни игри“ от Рома Майо, реж. Боян Иванов, ДТ „Сава Огнянов“, Русе
- Найден в „Майстори“ от Рачо Стоянов, реж. Орлин Дяков, ДТ „Сава Огнянов“, Русе
- Любомир в „Големанов“ от Ст. Л. Костов, реж. Владлен Александров, ДКТ „Константин Величков“, Пазарджик
- Хамлет в „Представянето на пиесата „Хамлет“ в село Долно Туткаво“ по Иво Брешан, реж. Гаро Ашикян, ДКТ „Константин Величков“, Пазарджик
- Себастиен в „Малката русалка“ по Ханс Кристиан Андерсен, реж. Евгения Явашева, ДТ „Сава Огнянов“, Русе
- Графът в „Хоровод на любовта“ по Артур Шницлер, реж. Антон Угринов в Театрална работилница „Сфумато“
- Момъкът – „Жените в народното събрание“ от Аристофан, реж. Мариус Куркински в Сатиричен театър „Алеко Константинов“
- Войник – „Крал Лир“ от Уилям Шекспир, реж. Явор Гърдев, Народен театър „Иван Вазов“

## Роли в киното и телевизията
- Новков в „Блаженият“ (2021), режисьор Станимир Трифонов, игрален филм
- Перо - Македонеца в „Ботев - в сянката на паметника“ – документален филм, режисьор Жезко Давидов
- Маниак - „Откраднат живот“, тв сериал
- Свещеник - „Столичани в повече“, тв сериал
- Влюбеният в „Контрол“, късометражен филм, реж. Любомир Печев